# IC 5222
IC 5222 — галактика типу SBbc (компактна витягнута галактика) у сузір'ї Тукан.
Цей об'єкт міститься в оригінальній редакції індексного каталогу.